# Trichostomum purpuratum
Trichostomum purpuratum là một loài Rêu trong họ Pottiaceae. Loài này được (Mitt.) Paris miêu tả khoa học đầu tiên năm 1898.